# Krebsia liberata
Krebsia liberata är en snäckart som först beskrevs av William Harper Pease 1868.  Krebsia liberata ingår i släktet Krebsia och familjen toppmössor. Inga underarter finns listade i Catalogue of Life.